# Wendy Kellogg
Wendy A. Kellogg é uma psicóloga e cientista da computação estadunidense, especialista em interação humano-computador. Fundou o Social Computing Group do Thomas J. Watson Research Center da IBM Research, participando na fundação da área da computação social.
Kellogg obteve um Ph.D. em psicologia cognitiva na Universidade de Oregon, orientado por Michael Posner. Em 2002 foi nomeado fellow da Association for Computing Machinery "por contribuições à computação social e interação humano-computador e por serviços para a ACM". Em 2008 foi eleita para a Academia CHI.